# Judith Ivey
Judith Ivey (El Paso, 4 settembre 1951) è un'attrice, cantante e regista statunitense, nota soprattutto per aver interpretato Barbara Robbins in Grey's Anatomy.

## Biografia
È molto attiva in campo teatrale e per le sue performance in spettacoli di Broadway è stata candidata a quattro Tony Awards, vincendone due alla miglior attrice non protagonista nel 1983 e 1985. Ha recitato sia in opere di prosa (The Audience, Lo zoo di vetro, Piaf, L'ereditiera, Spirito allegro) che musical (Follies, A Little Night Music, Nick & Nora). Ha recitato anche in diversi film, tra cui La signora in rosso (1984), Harry & Son (1984) e Gli irriducibili (1988).

## Filmografia parziale

### Cinema
- Harry & Son, regia di Paul Newman (1984)
- La signora in rosso (The Woman in Red), regia di Gene Wilder (1984)
- Posizioni promettenti (Private Resort), regia di George Bowers (1985)
- I delitti della palude (Sister, Sister), regia di Bill Condon (1987)
- Gli irriducibili (Miles from Home), regia di Gary Sinise (1988)
- Vietnam - Verità da dimenticare (In Country), regia di Norman Jewison (1988)
- Alla ricerca dell'assassino (Everybody Wins), regia di Karel Reisz (1990)
- Alice, regia di Woody Allen (1990)
- Washington Square - L'ereditiera (Washington Square), regia di Agnieszka Holland (1997)
- L'avvocato del diavolo (The Devil's Advocate), regia di Taylor Hackford (1997)
- Una vita esagerata (A Life Less Ordinary), regia di Danny Boyle (1997)
- Without Limits, regia di Robert Towne (1998)
- Mistery, Alaska, regia di Jay Roach (1999)
- Flags of Our Fathers, regia di Clint Eastwood (2006)
- Women Talking - Il diritto di scegliere (Women Talking), regia di Sarah Polley (2022)

### Televisione
- American Playhouse - serie TV, 1 episodio (1982)
- New York New York (Cagney & Lacey) - serie TV, 1 episodio (1982)
- Down Home - serie TV, 19 episodi (1990-1991)
- Quattro donne in carriera (Designing Women) - serie TV, 22 episodi (1992-1993)
- Frasier - serie TV, 1 episodio (1993)
- CBS Schoolbreak Special - serie TV, 1 episodio (1994)
- Terra promessa (Promised Land) - serie TV, 1 episodio (1994)
- Le cinque signore Buchanan (The 5 Mrs. Buchanans) - serie TV, 17 episodi (1994-1995)
- Buddies - serie TV, 14 episodi (1996)
- Rose Red - serie TV, 3 episodi (2002)
- Will & Grace - serie TV, 3 episodi (2002)
- Law & Order - Unità vittime speciali (Law & Order: Special Victims Unit) - serie TV, 2 episodi (2005-2013)
- Nurse Jackie - Terapia d'urto (Nurse Jackie) - serie TV, 1 episodio (2009)
- Past Life - serie TV, 2 episodi (2010)
- Big Love - serie TV, 1 episodio (2011)
- Grey's Anatomy – serie TV, episodio 7x20 (2011)
- Person of Interest - serie TV, 1 episodio (2012)
- White Collar - serie TV, 5 episodi (2012)
- Elementary - serie TV, 1 episodio (2014)
- The Family - serie TV, 4 episodi (2016)
- Bloodline - serie TV, 1 episodio (2017)
- Instinct - serie TV, 1 episodio (2018)
- New Amsterdam - serie TV, 5 episodi (2019)

### Doppiaggio
- Duckman - serie TV, 1 episodio (1994)

## Teatro (parziale)
- Piaf di Pam Gems, regia di Howard Davies. Plymouth Theatre di Broadway (1981)
- Spirito allegro di Noël Coward, regia di Brian Murray. Neil Simon Theatre di Broadway (1987)
- Follies, libretto di James Goldman, colonna sonora di Stephen Sondheim, regia di Matthew Warchus. Belasco Theatre di Broadway (2001)
- A Little Night Music, libretto di Hugh Wheeler, colonna sonora di Stephen Sondheim, regia di Scott Ellis. Dorothy Chandler Pavilion di Los Angeles (2004)
- La signora amava le rose di Frank D. Gilroy, regia di Leonard Foglia. Kennedy Center di Washington (2006)
- Lo zoo di vetro di Tennessee Williams, regia di Gordon Edelstein. Mark Taper Forum di Los Angeles (2010)
- Shirley Valentine di Willy Russell, regia di Gordon Edelstein. Long Whard Theatre di New Haven (2011)
- L'ereditiera di Ruth e Augustus Goetz, regia di Moisés Kaufman.Walter Kerr Theatre di Broadway (2013)
- The Audience di Peter Morgan, regia di Stephen Daldry. Gerald Schoenfeld Theatre di Broadway (2015)
- Il compleanno di Harold Pinter, regia di Carey Perloff. American Conservatory Theatre di San Francisco (2018)

## Doppiatrici italiane
Nelle versioni in italiano delle opere in cui ha recitato, Judith Ivey è stata doppiata da:
- Anna Rita Pasanisi in Mystery, Alaska, Il colore delle magnolie
- Simona Izzo in Harry & Son
- Fabrizia Castagnoli ne I delitti della palude
- Francesca Guadagno in Vietnam - Verità da dimenticare
- Alina Moradei in Washington Square - L'ereditiera
- Vittoria Febbi ne L'avvocato del diavolo
- Mirta Pepe in Grey's Anatomy
- Emanuela Baroni in Person of Interest
- Graziella Polesinanti in White Collar
- Antonella Giannini in Bloodline
- Angiola Baggi in Women Talking - Il diritto di scegliere
- Lorenza Biella in Will & Grace
- Rita Savagnone in Law & Order - Unità vittime speciali (ep.14x24)
- Carmen Onorati in Sei gemelli e un amore
- Claudia Balboni in Anime gemelle
- Rossana Bassani in I segreti di Big Stone Gap
- Daniela Nobili in Posizioni compromettenti
- Alba Cardilli in Flags of Our Fathers

Da doppiatrice è sostituita da:
- Germana Pasquero in The Critic